# Karlheinz Miklin

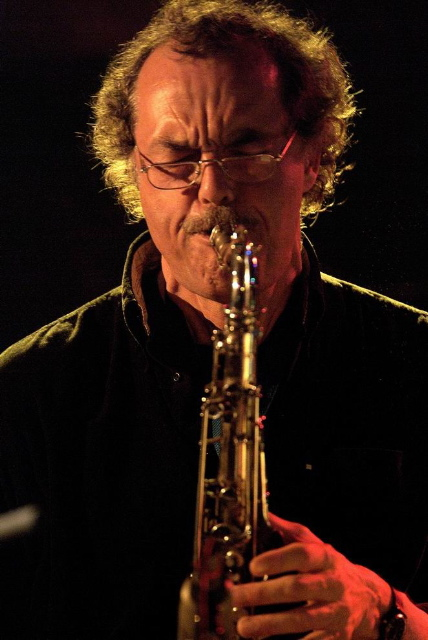
Karlheinz Miklin (2006)

Karlheinz Miklin (* 3. November 1946 in Klagenfurt, Kärnten; † 15. Juni 2019) war einer der bedeutendsten österreichischen Jazzmusiker (Saxophone, Flöten) des Modern Jazz, Komponist und Universitätslehrer.

## Biografie

### Ausbildung
Karlheinz Miklin wuchs in Bleiburg (slowenisch Pliberk), Bezirk Völkermarkt, in musikalischer Umgebung auf und absolvierte das Realgymnasium und Konservatorium (Klavier, Tonsatz) in Klagenfurt. Im Jahr 1970 wurde er nach Absolvierung seiner Studien in Geschichte und Germanistik an der Universität Graz zum Mag. phil. graduiert. Parallel dazu begann er 1966 an der Musikhochschule Graz Saxophon für Jazz zu studieren. Eine Dissertation in Geschichte brach er 1970 ab, um die theoretische Musikausbildung durch eine dreijährige Konzerttour mit „Los Argentinos“, einer argentinischen Show-, Dance- und Jazzgruppe, abzurunden. 1975 schloss er sein Musikstudium mit Auszeichnung ab und wurde dafür mit dem Würdigungspreis des Wissenschaftsministeriums ausgezeichnet. Im selben Jahr erhielt Miklin seinen ersten Lehrauftrag an der Jazzabteilung der Musikhochschule Graz im Fach Ensembleleitung.

### Wirken als Musiker
Miklin gründete 1978 seine erste Band, das Karlheinz Miklin Trio. Diese Gruppe war die wichtigste Band im Schaffen Miklins und eines der ältesten Ensembles im österreichischen Jazz. 1984 folgte die erste von zahlreichen Tourneen mit dem „Trio Argentina“. Seine Vielseitigkeit bewies Miklin 1985 durch die Aufführung des TV-Jazzoratorium „The Holy Grail of Jazz and Joy“ von George Gruntz, unter anderem zusammen mit Bobby McFerrin und Sheila Jordan. 1987 initiierte Miklin die Konzertreihe „Graz Meeting“ mit über hundert Konzerte von internationalen Gästen mit Lehrern und Studenten der Jazzabteilung der Musikhochschule Graz.
Als Bandleader trat Miklin bei zahlreichen Projekten in Erscheinung, unter anderem mit Albert Mangelsdorff, Art Farmer, Horace Parlan, Mel Lewis, Barre Phillips, Chuck Israels, Mark Murphy, Götz Tangerding und Sheila Jordan. Neben relevanten österreichischen Jazzveranstaltungen (Wiesen, Jazzfestival Saalfelden, Jazz Fest Wien, Jazzherbst Salzburg, Wiener Festwochen, Bregenzer Festspiele, Steirischer Herbst) trat Miklin auf zahlreichen europäischen Jazzfestivals („Belga Jazz Festival“ Brüssel, „Mostra de Jazz Europeu“ Barcelona, „Umbria Jazz“ Perugia, „Jazz Jamboree“ Warschau, „Summer Nights“, Kiew, „Jazz Peak“ Sofia, „Euro Jazz“ Athen) auf und bereiste auch Asien („Yatra Jazz Festival“ New Delhi, Bombay), Afrika („Standard Bank Jazz Festival“ Grahamstown, Südafrika), sowie Südamerika („Patagonia Jazz Festival“ Argentinien, „Cachagua Jazz Festival“ Chile). In Summe absolvierte er Auftritte in über 120 Städten in 50 Ländern weltweit.
Seit 1989 existierte auch das Karlheinz Miklin Quartett mit Fritz Pauer, Ron McClure und Billy Hart und fallweise Victor Lewis oder Adam Nussbaum. Aus dieser Gruppe entstand 2000 das Trio Miklin – McClure – Hart.

### Lehrtätigkeit
Von 1983 bis 2000 war Miklin Leiter der Jazz-Instituts an der Musikhochschule in Graz und seit 1983 leitete er dort als ordentlicher Professor die Klasse „Saxophon – Jazz“. In den folgenden Jahren war Miklin in zahlreichen Hochschulen und Akademien als Jazzlehrer tätig. Unter anderem hielt er Vorträge an den Universitäten Wien, Graz, Zagreb, Santiago de Chile, und leitet Masterclasses/Workshops an den Musikhochschulen Köln, Weimar, Basel und Bern.
Er unterrichtete auch an der „Sibelius Academy“ Helsinki, dem „Königlichen Konservatorium“ in Den Haag, sowie an den Musikakademien Tallinn, Riga und Kattowitz. Seine Spanischkenntnisse ermöglichen auch die Leitung von Klassen an der „Escuela Superior de Catalunya“ in Barcelona und der „Escola Superior de Artes“ in Porto sowie dem „Centro Cultural“ in Buenos Aires. In den USA unterrichtete er am „Berklee College“ in Boston, an der „New School“ in New York sowie am „Cornish College“ in Seattle.
Seit 1992 war Miklin Associate Jazz Artist an der Royal Academy of Music in London. Von 2003 bis 2012 war Miklin Chairman der International Association of Schools of Jazz mit Sitz in Den Haag, von 2003 bis 2010 war er Vice-chairman im Advisory Board des European Jazz Youth Orchestra mit Sitz in Dänemark.

### Privatleben und Familie
Karlheinz Miklin lebte in Graz. Er starb am 15. Juni 2019 nach seinem zweiten Schlaganfall. Er ist auf dem St.-Leonhard-Friedhof in Graz beigesetzt.
Sein Sohn, der Schlagzeuger Karlheinz Miklin Jr., wurde zunächst im Rockbereich bekannt, spielte aber seit 2008 auch in seinem Trio.

## Auszeichnungen
Miklin wurde im „Jazz Live“-Poll 1983 und 1984 Österreichischer Jazzmusiker des Jahres. Im Jahr 2000 erhielt er den „Großen Josef-Krainer-Preis“.
2007 wurde ihm das „Bundes-Ehrenzeichen“ des Bundesministeriums für Unterricht, Kunst und Kultur für herausragende Leistungen im Bereich der Kulturarbeit verliehen, 2008 der Karl-Böhm-Interpretationspreis, den er als erster Jazzmusiker erhielt. Das Bundesland Steiermark zeichnete ihn 2011 mit dem Großen Goldenen Ehrenzeichen aus.

## Bands

### Karlheinz Miklin Trio
| Besetzung: Karlheinz Miklin: Saxophon, Flöte, Bassklarinette Ewald Oberleitner: Bass Karlheinz Miklin Jr.: Schlagzeug |

Das Trio wurde 1978 mit Ewald Oberleitner am Bass und Brüning von Alten am Schlagzeug gegründet. Trotz eines fehlenden Pianisten bzw. Gitarristen, zeigte die Probenarbeit, dass ein neuer, eigenständiger Sound entstand, der von Publikum und Presse sehr bald große Anerkennung erhielt. Nach einem erfolgreichen internationalen Debüt beim Jazzfestival Belgrad 1981 (auf einer Bühne unter anderem mit Art Blakey und Dizzy Gillespie), erfolgte auch der Durchbruch in Österreich bei Festivals wie Wiesen (Burgenland), Saalfelden, Jazzfest Wien, Bregenzer Festspiele, Steirischer Herbst.

Mit Ewald Oberleitner sowie wechselnder Besetzung am Schlagzeug spielte die Gruppe seither auf zahlreichen Jazzfestivals weltweit.
Das 25-jährige Jubiläum feierte das Trio im Jahre 2003 mit vielen Festivalauftritten unter anderem in Padua, Pančevo, Trencin und Leibnitz. 2004 folgten Festivals wie „Sofia Jazz Peak“, „Euro Jazz 2004“ Athen, „Jazz at Niuporc“ Bergamo und dem Salzburger Jazzherbst, 2005 eine Türkei Tournee (Festivals Izmir und Ankara) und das Festival Kiew.

### Karlheinz Miklin & Quinteto Argentina
| Besetzung: Karlheinz Miklin: Saxophon, Flöte, Bassklarinette Hernan Jacinto: Piano Marcelo Mayor: Gitarre Alejandro Herrera: Bass Pocho Lapouble: Schlagzeug Mario Gusso: Perkussion |

Karlheinz Miklin begann während seiner Tätigkeit bei der Show- und Danceband „Los Argentinos“ (1970 bis 1973), mit der er sein Studium finanzierte, die spanische Sprache sowie vor allem auch lateinamerikanische Musik zu verstehen. Als Jazzmusiker wurde er 1984 zu Festivals nach Argentinien eingeladen. Dort lernte er die wichtigsten Musiker kennen und lud das „Trio Argentina“ (Jorge Navarro, Alfredo Remus, Pocho Lapouble) nach Österreich ein. Diese erste Tour verlief so erfolgreich, dass zuerst jährlich, dann alle zwei Jahre in Europa konzertiert wurde.
Im Laufe der Jahre wurde das Trio zuerst zum Quartett (mit dem Perkussionisten Cacho Tejera), ab 1988 zum „Quinteto Argentina“ (mit Ricardo Lew an der Gitarre) erweitert. Seit 1999 arbeiten Miklin und das „Quinteto“ auch immer wieder mit Big Bands.
In Europa ist die Gruppe u. a. bei den Festivals „Belga Jazz“ Brüssel, „Jazz Fair“ Zagreb, „Jazzmeile Thüringen“ (Weimar), „Graz Meeting“ oder „music minds“ Linz aufgetreten. Karlheinz Miklin trat mit dem Quinteto auch regelmäßig in Südamerika auf und brachte es in Argentinien, das ihm zu einer Art zweiter Heimat wurde, zu einiger Popularität. TV-Mitschnitte, Festivals wie „Patagonia Jazz Festival“, „Ciclo de Jazz“ Buenos Aires, La Plata oder „Encuentros“ Santiago de Chile gehörten dabei zu den Höhepunkten.

### Miklin – McClure – Hart
| Besetzung: Karlheinz Miklin: Saxophon, Flöte, Bassklarinette Ron McClure: Bass Billy Hart: Schlagzeug |

Bereits seit 1987 arbeiteten Karlheinz Miklin, Ron McClure und Billy Hart regelmäßig zusammen, die ersten Jahre meist im Quartett mit Harry Pepl und danach mit Fritz Pauer. Ab 2000 verzichteten sie auf ein Harmonieinstrument, um einen neuen, stringenten Sound zu erreichen.
Während der Tournee im April 2004 erfolgen Auftritte unter anderem in New York City und Washington.

### Sonstiges
Zur Feier seines 70. Geburtstages trat Karlheinz Miklin am 5. November 2016 gemeinsam mit der Jauntaler Trachtenkapelle Loibach  unter dem Motto Jazz meets Blasmusik im Bleiburger Grenzlandheim auf.

## Diskografie (Auszüge)

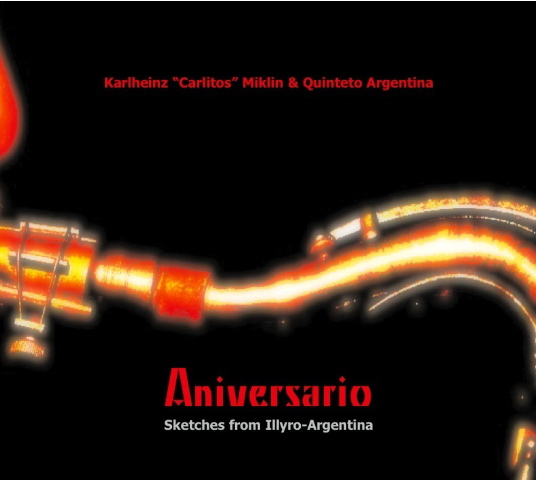
ANIVERSARIO Sketches from Illyro-Argentina

- Nicos Jaritz Sextet feat. Karlheinz Miklin TrioMacumba (1981)
- Karlheinz Miklin Trio Pick Up (1981)
- Karlheinz Miklin & Quinteto Argentina Malambo Blue (1990)
- Looking Back (mit Albert Mangelsdorff, Sheila Jordan, Horace Parlan, Harry Pepl, Barre Phillips u. a., rec. 1987–1993, 1994)
- Karlheinz Miklin Quartet Decisions (1995)
- Karlheinz Miklin & Quinteto Argentina El Viejo – To the Roots and Back (1996)
- 1997 Karlheinz Miklin Quartet Last Waltz (1997, mit Fritz Pauer, Ron McClure, Adam Nussbaum)
- 1998 Karlheinz Miklin Trio We've Only just Begun
- Karlheinz Miklin Trio 2000 Live '98 (2000, mit Ewald Oberleitner, Heimo Wiederhofer)
- Echoes of Illyra (2001)
- Karlheinz Miklin & Quinteto Argentina & KUG Big Band Linda (2001)
- Karlheinz Miklin – Ron McClure – Billy Hart From Here To There (2002)
- Karlheinz Miklin & Quinteto Argentina & KUG Big Band Graz Hora Cero (2004)
- Karlheinz Miklin – Ron McClure – Billy Hart In Between (2005)
- Karlheinz Miklin & Quinteto Argentina ANIVERSARIO Sketches from Illyro-Argentina (2006, mit Gustavo Bergalli, Marcelo Mayor, Alejandro Herrera, Pocho Lapouble, Pocho Porteño)
- family affair (2008)
- Mark Murphy featuring Karlheinz Miklin & Fritz Pauer Shadows (rec. 1997, 2014, mit Ewald Oberleitner und Dusan Novakov)